# Stemma del circondario autonomo della Čukotka

Lo stemma della Čukotka

Lo stemma del circondario autonomo della Čukotka fu adottato il 27 novembre 2000.

## Descrizione
Lo Stemma del Circondario autonomo della Čukotka è uno Scudo francese moderno viola. La figura centrale dello stemma è un orso polare d'argento. La cartina del Circondario è rappresentata in oro. Nella posizione geografica del capoluogo della regione (Anadyr') è raffigurata una stella a otto punte rossa. L'orso polare si trova su un cerchio blu, con sopra un anello rosso. Il cerchio centrale è delimitato da una cornice argentea.

## Simboli araldici
I simboli nello Stemma sono:
- Il colore viola rappresenta la saggezza, la calma e la forza di carattere dei popoli del nord e la lunga notte polare che regna nella tundra del Circondario la maggior parte dell'anno.
- L'orso polare è un simbolo tradizionale della regione e rappresenta la sua forza potenziale e la sua potenza.
- Il colore dorato della cartina del Circondario è il colore della vitalità e dell'oro, la ricchezza principale della Čukotka.
- La stella rossa rappresenta la Stella Polare. I suoi otto raggi simboleggiano l'unità dei (una volta otto, ora sei) rajon. Il centro rappresenta la città di Anadyr', la forza d'animo dei popoli del nord e il loro amore per la vita.
- Il cerchio blu simboleggia la purezza del pensiero e la generosità dei nativi. Inoltre, sta per le vaste distese dei due oceani che bagnano le coste del Circondario, il Pacifico e l'Artico, e la fauna unica dei fondali marini.
- Il colore rosso dell'anello indica la particolare situazione della regione, ovvero la posizione di confine all'interno della Federazione Russa.
- La cornice d'argento attorno al cerchio centrale è il simbolo delle luci del nord e il del silenzio immacolato della tundra in Čukotka d'inverno.